# روبرت سكوت
روبرت سكوت (بالإنجليزية: Robert Scott)‏ كان أكاديميا بريطانياً وعالما في فقه اللغة وقساً في كنيسة إنجلترا. ولد في 26 يناير 1811 وتوفي في 2 ديسمبر 1887.

## روابط خارجية
- روبرت سكوت على موقع الموسوعة البريطانية (الإنجليزية)